# Abraham Popoola
Abraham Popoola est un acteur nigérian et britannique né le 23 juin 1991 à Gombe au Nigeria.

## Filmographie

### Cinéma
- 2013 : Kebab : Cameron
- 2016 : Wilton
- 2018 : Arabian Nights
- 2020 : Jingle Jangle : Un Noël enchanté : Rogers
- 2021 : Cruella : George
- 2022 : Morbius : Ryan
- 2023 : The Marvels : Dag
- 2024 : Atlas
- 2025 : Ballerina de Len Wiseman : Frank

### Télévision
- 2018 : National Theatre Live : Trebonius (1 épisode)
- 2020 : The Great : Rostov (2 épisodes)
- 2021 : Starstruck : Jacob (1 épisode)
- 2022 : The Curse : Joey (6 épisodes)
- 2023 : Extraordinary : Ade (4 épisodes)
- 2023 : The Rig : Easter (7 épisodes)